# Marshall Williams
Pour les articles homonymes, voir Williams.
Marshall Williams, né le 31 juillet 1989 à Winnipeg, est un acteur canadien, mannequin et un musicien.

## Biographie
Marshall Williams naît le 31 juillet 1989 à Winnipeg dans le Manitoba,. Williams participe à l'émission Canadian Idol en 2007 et en 2008,. En tant que mannequin, il travaille avec Abercrombie & Fitch, Hollister, Diesel, Mattel et M.A.C. Cosmetics, en plus de défiler lors de la Toronto Fashion Week (en) et de la Los Angeles Fashion Week (en). Dans son dernier téléfilm, Marshall Williams joue le rôle d'Albert Banks dans le téléfilm de Disney Channel, Le Garçon idéal. Williams joue également la sixième et la dernière saison de Glee, dans laquelle il joue le personnage de Spencer Porter, un membre de l'équipe de football de l'école secondaire McKinley qui rejoint le glee club.

## Filmographie
(novembre 2024).
| Année | Titre                                               | Rôle              | Notes                                                        |
| ----- | --------------------------------------------------- | ----------------- | ------------------------------------------------------------ |
| 2005  | Bobby Speaking                                      | Boot Maker        | Direct-to-video movie                                        |
| 2010  | High Society                                        | Marshall Williams | épisode: "Page Sixed" (non crédité)                          |
| 2010  | Les Vies rêvées d'Erica Strange                     | Frat Brother      | épisode: "Two Wrongs"                                        |
| 2011  | Alphas                                              | High School Guy   | épisode: "Never Let Me Go"                                   |
| 2011  | Desperately Seeking Santa                           | Male Model        | Téléfilm                                                     |
| 2012  | Really Me                                           | Cowboy Student    | épisode: "Cooper Collegiate"                                 |
| 2012  | Todd and the Book of Pure Evil                      | Boyce             | épisode: "B.Y.O.B.O.P.E."                                    |
| 2012  | Ma baby-sitter est un vampire                       | Tad               | épisode: "Flushed"                                           |
| 2013  | Saving Hope, au-delà de la médecine                 | Justin            | épisode: "I Watch Death"                                     |
| 2013  | Un Noël sans fin (Pete's Christmas)                 | Mike Bronski      | Téléfilm                                                     |
| 2014  | Le Garçon idéal                                     | Albert Banks      | Téléfilm (Liste des téléfilms Disney Channel Original Movie) |
| 2014  | Headcase                                            | Agent Donegan     |                                                              |
| 2015  | Glee                                                | Spencer Porter    | Saison 6 de Glee – Rôle récurrent (11 épisodes)              |
| 2019  | When Hope Calls (en)                                | Sam Tremblay      | Rôle récurrent (6 épisodes)                                  |
| 2019  | Stand!                                              | Stefan Sokolowski | Film                                                         |
| 2020  | L'amour sous les flocons (Amazing Winter Romance)   | Nate Perry        | Téléfilm                                                     |
| 2020  | La boutique des amoureux (Follow Me to Daisy Hills) | Blake             | Téléfilm                                                     |
| 2021  | Toi et moi à Noël                                   | Théo              | Téléfilm                                                     |
| 2021  | 20 ans à nouveau ! (Love Strikes Twice)             | Rick Morgan       | Téléfilm                                                     |